# Barbarea lutea
Barbarea lutea är en korsblommig växtart som beskrevs av Mark James Coode och James Cullen. Barbarea lutea ingår i släktet gyllnar, och familjen korsblommiga växter. Inga underarter finns listade i Catalogue of Life.